# NGC 2821
إن جي سي 2821 التي يرمز لها بالرمز NGC 2821، هي مجرة، في كوكبة بيت الإبرة.

## الاكتشاف
اكتشفت في 26 مارس 1835، بواسطة جون هيرشل.